# 鲍复相
鲍复相，正红旗汉军人，清朝政治人物。监生出身。
鲍复相曾于康熙四十六年(1707年)接替程仕任建宁府知府一职，康熙五十一年(1712年)由张翔凤接任。